# Министерство финансов Шотландии
Министерство финансов Шотландии в своём составе имеет несколько так называемых директоратов, в совокупности отвечающих за финансовую политику государства, например, Директорат по государственным закупкам. В своём прежнем названии был создан в 2010 году.